# Marinha Alemã
A Marinha Alemã (em alemão:  Deutsche Marine, ouvirⓘ) é a força naval da Alemanha e faz parte da Bundeswehr (Forças Armadas da Alemanha). Era originalmente chamado de Bundesmarine (Marinha Federal) desde de sua criação, 1956 até 1995 com a integração da Volksmarine da Alemanha Oriental. Sua missão principal é a defesa do mar territorial da Alemanha e suas redes de comunicação submarinas. A marinha alemã é constituído por 16.011 marinheiros atualmente.

## História
As raízes da Marinha da Alemanha  nos leva à esquadra Imperial, Reichsflotte, da revolução de 1848-1852 e da Marinha da Prússia, a qual mais tarde evoluiu-se na "Marinha Federal da Alemanha do Norte" (Norddeutsche Bundesmarine, 1866-1871) e se tornou a "Marinha Imperial" (Kaiserliche Marine, 1872-1918), conseguindo ser a segunda maior marinha do mundo na década de 1900.

De 1919 a 1921, foi conhecida como Marinha Imperial Temporária (Vorläufige Reichsmarine) então se tornou a Reichsmarine. Foi conhecida como a Marinha de Guerra (Kriegsmarine) de 1935 a 1945.

De 1945 a 1956, a "Administração de Varredura de Minas da Alemanha" ("Deutsche Minenräumdienst") e suas organizações sucessoras fizeram parte entre os membros da Kiegsmarine. Ela se tornou um nível de transição da marinha da Alemanha, que permitiu a futurista Bundesmarine aproveitar dos talentos experientes para sua formação inicial.
Em 1956, com a ascensão da Alemanha Ocidental à NATO, uma nova marinha se estabeleceu e era distinguida como a "Bundesmarine" (a marinha federal). Com a reunificação da Alemanha, em 1990, e a posse de unidades que antes pertenciam a Alemanha Oriental Volksmarine (a marinha do povo) , ficou decidido que a nova marinha chamasse Deutsche Marine (Marinha da Alemanha).

## Missão
A Marinha da Alemanha faz parte das forças armadas da Alemanha (Bundeswehr), e é integrada solidamente à aliança da NATO. Sua missão inclui a participação em missões de reforço à paz e operações mantendo a paz, como também a proteção da Alemanha e seus territórios aliados.

## Operações
Os navios da Marinha da Alemanha participam permanentemente em todos os quatro grupos marítimos da NATO. A Marinha também executa operações contra terrorismo internacional, tais como Operação Enduring Freedom (liberdade duradoura) e a operação da NATO, Operação Active Endeavour (esforço ativo).
Actualmente a maior operação da Marinha da Alemanha é sua participação com as UNIFIL II (Forças unidas interim das Nações Unidas no Líbano), fora da costa do Líbano. A contribuição da Alemanha nesta missão inclui duas fragatas, quatro "Schnellboot" (navios de ataque rápido), e duas embarcações auxiliares. A base naval da UNIFIL é comandada por um almirante alemão. Já houve relatos no passado de jatos F-16 israelita atirando em navios da Marinha Alemã. Israel negou que os F-16 atiraram contra os tais navios e declarou que os jatos estavam somente sobrevoando-os.

## Organização
A Marinha da Alemanha é comandada pelo "Chefe do Pessoal Naval" no Ministério da Defesa em Bonn. Os principais comandos são:
- Comando da Esquadra em Glücksburg perto de Flensburg e o
- Comando Naval em Rostock.

A esquadra é comandada pela Esquadra da Alemanha do comandante-chefe (CINCGERFLEET) e compreende de todas as embarcações de combate, aviões, helicópteros e outras forças de combate, enquanto as escolas e bases navais e instalações de testes estão sob o Comando Naval. O contingente da Marinha é de 19 mil homens e mulheres com mais seis mil empregados da marinha servindo em diferentes funções da organização militar central de Bundeswehr.
A marinha como parte da Bundeswehr é responsável em desenvolver e providenciar as capacidades marítimas das forças armadas da Alemanha. Portanto, a marinha está operando várias instalações de teste e desenvolvimento como parte de um serviço interno e de rede internacional.

## A esquadra
Comando da Esquadra (Flottenkommando), Glücksburg

### Primeira flotilha
- Centro de comando de frota (Flottenkommando), Glücksburg Estandarte do General Inspetor da Bundeswehr.

Estandarte do General Inspetor da Bundeswehr.

  - 1º Flotilha (Einsatzflottille 1), Kiel
    - Comando 1º Flotilha
      - Centro de excelência para operações em águas  rasas e confinadas (COE CSW)

    - 1º Esquadrão Corvete (1. Korvettengeschwader), Warnemünde
    - 1º Esquadrão de submarinos (1. Unterseebootgeschwader), Eckernförde
    - Centro de treinamento de submarinos (Ausbildungszentrum Unterseeboote), Eckernförde
    - 3º Esquadrão de medidas antiminas (3. Minensuchgeschwader), Kiel
    - 7º Esquadrão de barco de patrulha rápido (7. Schnellbootgeschwader), Warnemünde
    - 5º Esquadrão de medidas antiminas (5. Minensuchgeschwader), Kiel
    - Grupo de proteção de força, (Marineschutzkräfte), Eckernförde Fragata alemã, F218 Mecklenburg-Vorpommern.

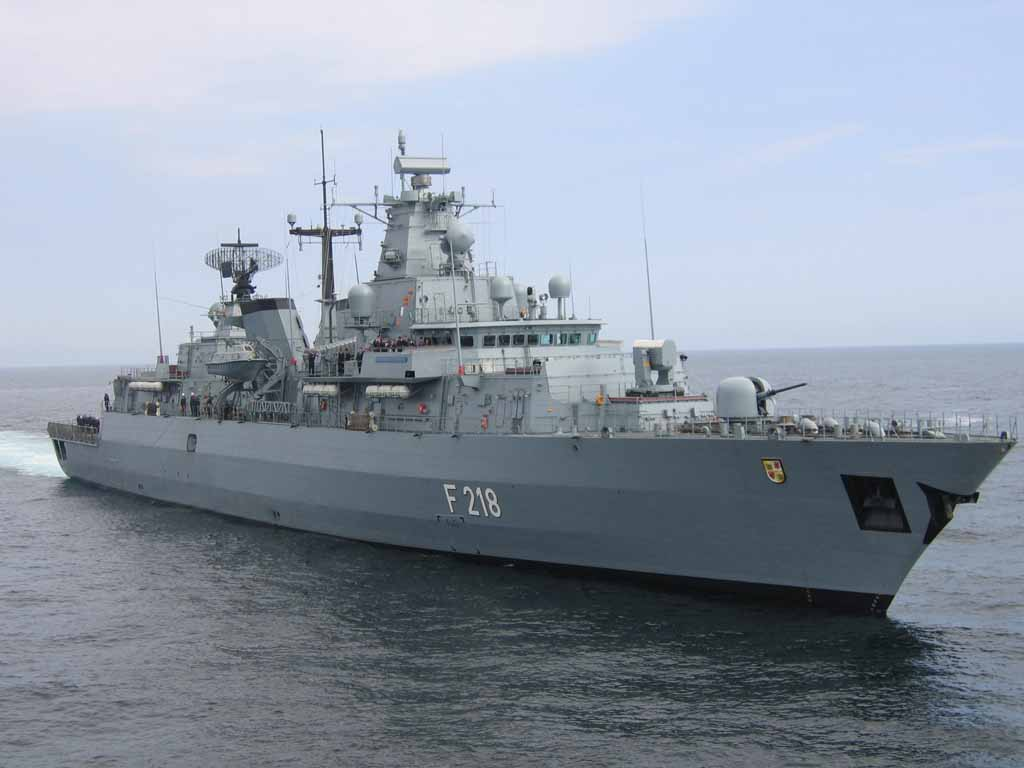
Fragata alemã, F218 Mecklenburg-Vorpommern.

      - Uma companhia de comando e suporte
      - Quatro companhias de proteção de Força (Marinesicherungskompanie)

    - Grupo especial de guerra, (Spezialisierte Einsatzkräfte Marine), Eckernförde
      - Companhia de Comando e suporte
      - Companhia de mergulhadores de combate (Kampfschwimmerkompanie)
      - Companhia de mergulhadores de varreção (medidas antiminas e eliminação de ordenância de explosivos); Minentaucherkompanie
      - Companhia de suporte aos mergulhadores de combate (KS-Unterstützungskompanie)
      - Companhia para operações especiais (e.g. moradia)
      - Companhia de suporte
      - Centro de treinamento especial

### Segunda flotilha
- - 2º Flotilha (Einsatzflottille 2), Wilhelmshaven
    - Centro de Comando 2nd Flotilha
    - 2º Esquadrão de Fragata (2. Fregattengeschwader), Wilhelmshaven
    - 4º Esquadrão de Fragata (4. Fregattengeschwader), Wilhelmshaven
    - Esquadrão auxiliar (Trossgeschwader), Wilhelmshaven/Kiel

  - Esquadrão de piloto naval 3 (Marinefliegergeschwader 3), Nordholz
  - Esquadrão de piloto naval 5 (Marinefliegergeschwader 5), Kiel
  - instituto Médico Naval (Schiffahrtsmedizinisches Institut), Kiel

### Departamentos da Marinha
- Comando Naval (Marineamt), Rostock
  - Departamento para Desenvolvimento da Marinha, Bremerhaven
  - Escola Naval (Treinamento Naval de Almirantes)Academia Naval de Mürwik

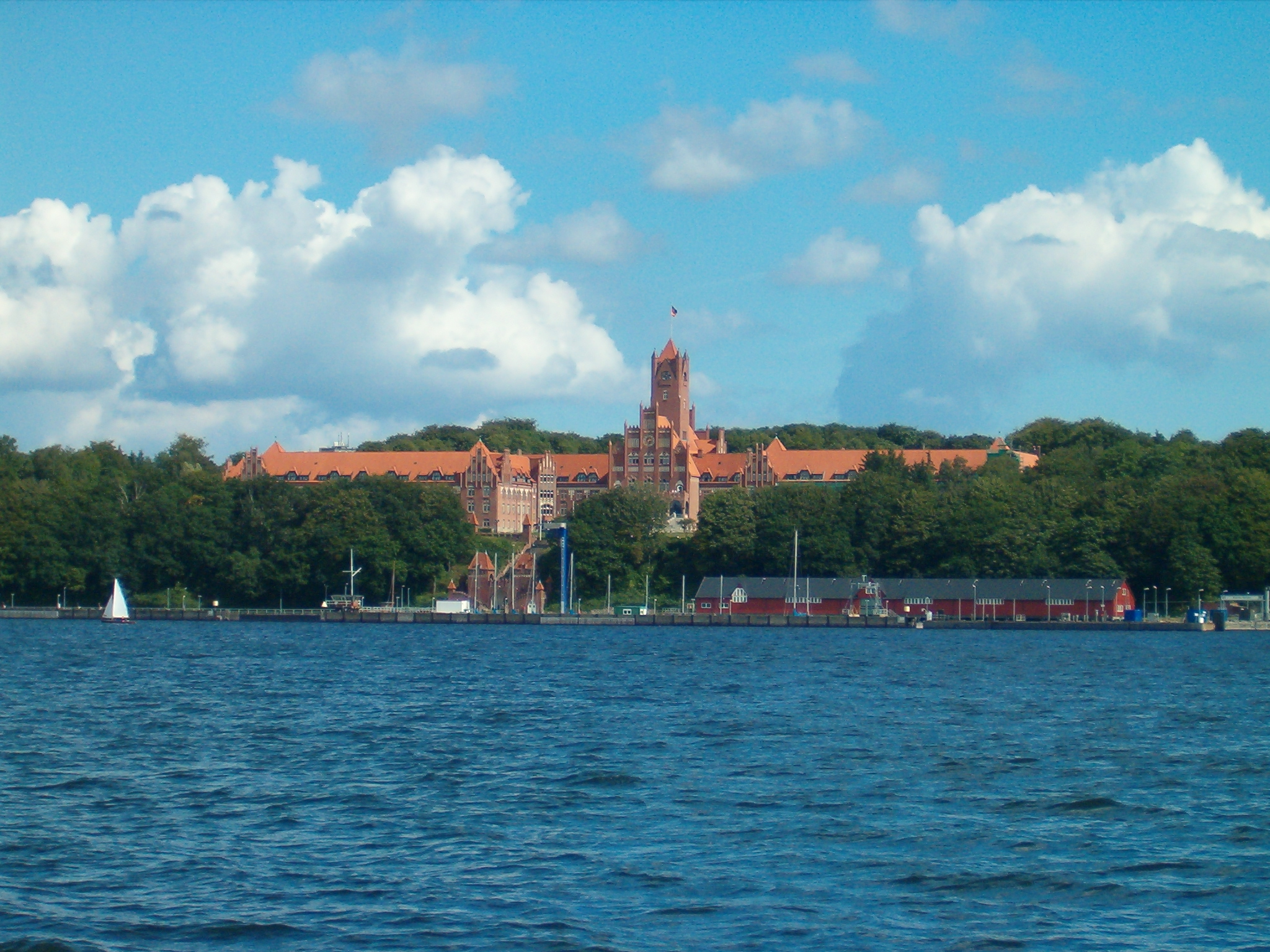
Academia Naval de Mürwik

    - Academia Naval (Marineschule Mürwik), Flensburg-Mürwik
    - Escola de sargentos (Marineunteroffiziersschule), Plön
    - Escola de Engenharia (Marinetechnikschule), Parow, near Stralsund
      - Centro de treinamento de controle de danos (Ausbildungszentrum für Schiffssicherung), Neustadt in Holstein

    - Escola de operações (Marineoperationsschule), Bremerhaven

  - Instalações de suporte (Admiral Naval Logistics)
    - Comando da Base Naval (Marinestützpunktkommando) Wilhelmshaven
    - Comando da Base Naval (Marinestützpunktkommando) Eckernförde
    - Comando da Base Naval (Marinestützpunktkommando) Kiel
    - Comando da Base Naval (Marinestützpunktkommando) Warnemünde
    - Comando de Teste Naval (Kommando Truppenversuche der Marine), Eckernförde
    - Comando Naval & Comando de Sistemas de Controle (Kommando Marineführungssysteme), Wilhelmshaven

## Navios

### 11 Fragatas
- 4 Classe Baden-Württemberg (F125)[4]
- 3 Classe Sachsen (F124)[5]
- 4 Classe Brandenburg (F123)[6]

### 5 Corvetas
- 5 Classe Braunschweig (K130)[7]

### 6 Submarinos
- 6 Classe 212A[8]

### 12 Barcos de contra-medidas para minas
- 2 Classe Ensdorf (352)[9]
- 10 Classe Frankenthal (332)[10]

### 18 Navios auxiliares
- 11 navios de abastecimento
  - 3 Classe Berlin (702)[11]
  - 2 Classe Rhön (704)[12]
  - 6 Classe Elbe (404)[13]
- 3 Navios de reconhecimento
  - 3 Classe Oste (423)[14]
- 2 Rebocador de salvamento oceânico[15]
  - Rügen
  - Borkum
- 1 navio de pesquisa
  - Classe Planet (751)[16]
- 1 Navio de treino à vela
  - Classe Gorch Fock[17]